# Mulato

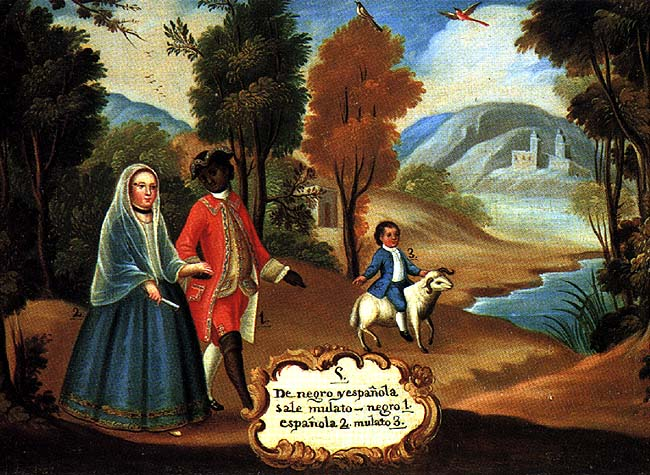
Pintura sobre el tema "mulato" (De negro y española sale mulato).

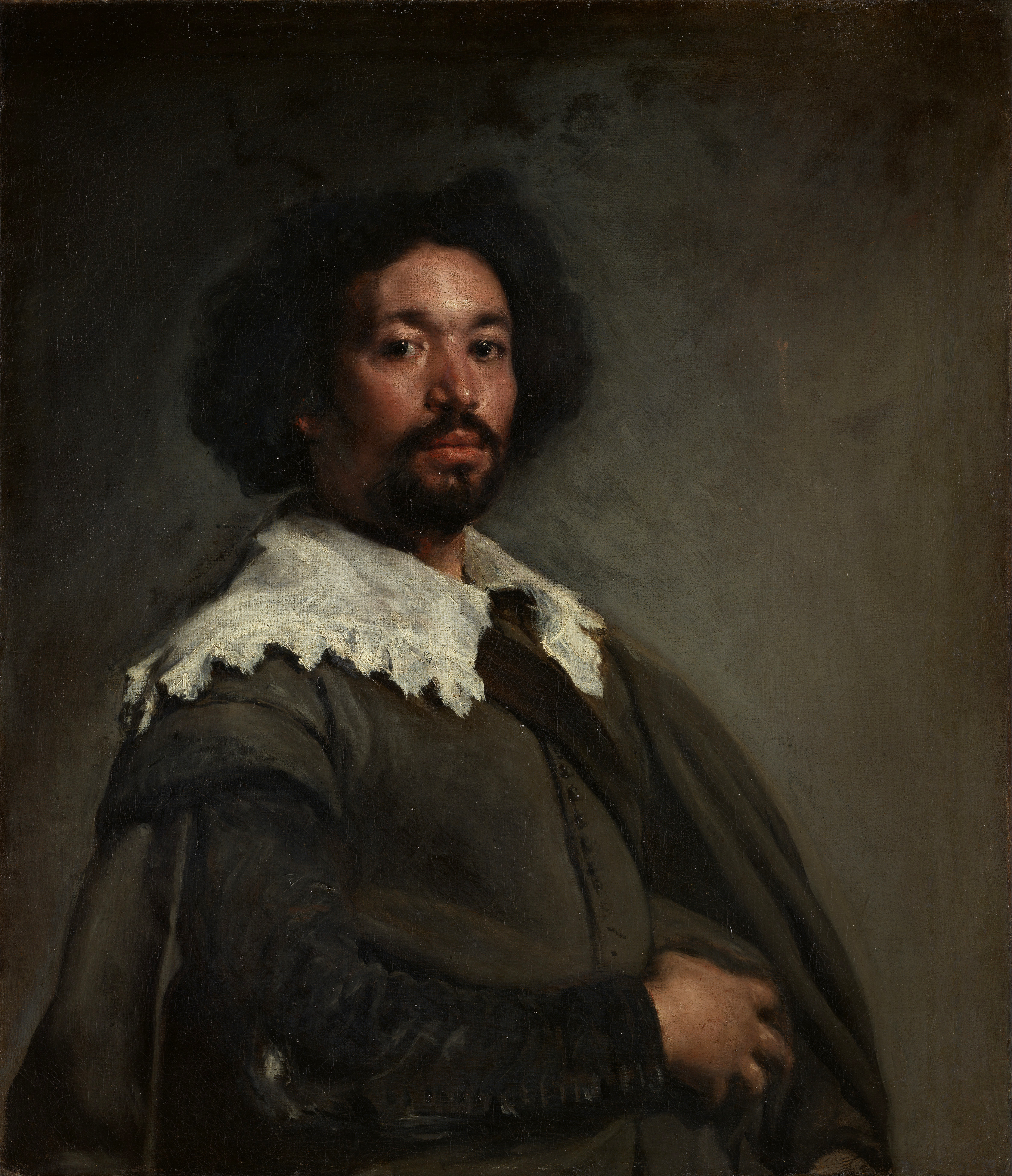
El mulato Juan de Pareja, por Velázquez (c. 1650).

Según el diccionario de la RAE, el término mulato se refiere a una persona nacida de negro y blanca, o de blanco y negra. Sin embargo, en algunos idiomas como el inglés, mulato se considera un "epíteto animalizante que asimilaba la mula como un animal híbrido a la ascendencia africana mestiza", mientras que en el original español y en portugués es argumentable su connotación negativa.

## Etimología
En su origen etimológico la palabra «mulato» hace referencia a la «mula», que es el producto del cruce entre una yegua y un burro, debido a la visión racialista de aquella época y la posición subordinada atribuida a los esclavos, en su mayoría negros, y según la cual se asimilaba el burro a la persona negra y la yegua o caballo a la blanca. Otra teoría afirma que el término tiene su origen en el árabe, en el que se usaba la palabra muwallad para designar a los nacidos de un progenitor musulmán y uno de otra confesión. La raíz es la palabra wallad, que significa «hijo» o «engendrado» (véase muladí).
A su vez, el hijo de dos mulatos recibe el mismo nombre. Actualmente, las poblaciones en las que es muy común ver este origen mixto están en las zonas africanas del límite septentrional del Sahara, Estados Unidos y la mayoría de los países caribeños, como Puerto Rico, Cuba, República Dominicana, Venezuela, Colombia, Costa Rica y Panamá, así como en Brasil, Ecuador y Perú.
Un término relacionado es «pardo» (referido a las castas), que se refiere a los de la mezcla de blancos europeos, negros africanos y amerindios. Otro término relacionado con mulato es «mestizo».

## Historia
Este vocablo surgió en el siglo XVI, en el contexto de la colonización española de América, como una forma que usaron los conquistadores para referirse a los nacidos de la unión entre una persona blanca (en general, durante la colonización de América, de ascendencia europea) y una de origen negro. 
En la época colonial española de América se emplearon estos términos como parte de una división racial definida por seis «castas» (en el sentido de un «linaje»). Los colonizadores españoles de América categorizaron a los habitantes de sus posesiones en: «españoles» (cuyos hijos se denominaban «criollos»), «indios» (hoy en día también llamados «indígenas», «amerindios» u, ocasionalmente, «aborígenes»), «negros» y los cruces resultantes entre ellos: «mestizo» (español e indígena), «mulato» (español y negro) y «zambo» (negro e indígena).